# ولاية طاقة
ولاية طاقة من سلطنة عمان تتنوع بيئة ولاية طاقة بمختلف التضاريس والسواحل من شواطئ وخيران ويابسة تحتوي سهولاً وجبالاً وصحراء ووديان وكهوف ومغارات وعيون مياه بكل ما تحويه من كنوز طبيعية التي استطاع معها الإنسان الطوقي التأقلم معها عبر الأزمان والعصور برغم متغيرات وتقلبات الطقس .

## السكان
يبلغ عدد سكان ولاية طاقة وحسب النتائج النهائية لتعداد 2003م سبعة عشر ألف وأربع مائة وثمانية وخمسون نسمة موزعين على ألفين وخمسة وثلاثون أسرة ويبلغ عدد العمانيون خمسة عشر ألف وخمسمائة وإحدى عشر فرداً (7817 بحاجة إلى مصدر للذكور و 7694 للإناث) ويشكٌلون ما نسبته 88.85% فيما يبلغ عدد الأجانب ألف وتسعمائة وسبعة وأربعون فرداً (1556للذكور و391 للإناث) ويشكٌلون ما نسبته 11.15% ، ويعمل سكان الولاية في التجارة والزراعة والصيد بالإضافة إلى القطاع الحكومي بالنسبة للمدينة أما سكان الريف فيعملون بالرعي وتربية المواشي بالإضافة إلى التجارة والقطاع الحكومي .
أما إذا جئنا إلى لغة التخاطب فهي اللغة العربية إلى جانبها يتم التحدث باللغة الشحرية كما يتحدثون باللهجة المهرية .و يتميز السكان بطيبهم وحسن التظيف للسياح

## الموقع الجغرافي
تقع ولاية طاقة في جنوب سلطنة عمان بمحافظة ظفار جنوب مدار السرطان شمال خط الاستواء، وهي البوابة الشرقية للولايات الشرقية من محافظة ظفار (طاقة، مرباط، سدح) حيث تتصل بولاية مرباط شرقاً وولاية صلاله غرباً وولاية ثمريت شمالاً أما جنوباً فبحر العرب .

## البيئة الطبيعية
تتنوع الطبيعة في ولاية طاقة من بيئة ساحلية وتتمثل في مدينة طاقة وبيئة جبلية وتتمثل في نيابة مدينة الحق والمركز التابعة لها (خبرارت، شيحيت) وبادية وتتمثل في نيابة جبجات .
ويشكل هذا التنوع الطبيعي بكل ما يحويه من خصائص فريدة جعلها في مقدمة ولايات محافظة ظفار حيث تنتعش الجبال وتزهو بخيلاء وكأنها العروس التي تزف ليلة عرسها بهبوب الرياح الموسمية في موسم الخريف من 21/6-21/9 من كل عام والتي تحمل معها الضباب الذي يحجب أشعة الشمس الحارقة وتتساقط رذاذ الإمطار على الجبال والسهول لتكسوها البساط الأخضر ليضفي عليها جمالاً إضافة إلى جمالها وتتدفق شلالاتها دربات وأثوم وتسمع خرير المياه الجارية من عيونها في سيمفونية عزفتها الطبيعة لم يصنعها إنسان بل هي من صنع الخالق .
وتشكّل الشواطىء الرملية برمالها الفضية وبخيرانها ومن أهمها أخوار صولي، طاقة، روري والتي سجلت ضمن المحميات الطبيعية وتخترق اليابسة وتلتقي مع مياه البحر كالتقاء الابن بأبيه مشكلة جسراً للتواصل ومعبراً للوفاء مؤكدة رغم الصعاب حلاوة اللقاء .
ويشكّل سهل طاقة الذي يعتبر من أهم السهول بالولاية الذي يمتد لمسافة طولية تقريبية 9 كيلو متر ومسافة عرضية تقريبية 2 كيلو متر بمساحة تقديرية 18 كيلو متر مربع نموذجاً للتقارب بين المدنية والريف، بينما تأخذ الجبال حيزا مهماً متوسطة البادية والمدينة مشكلة جسراً للتواصل بما تحويه من مكونات أضفت جمالاً ورونقاً .
أن التنوع البيئي بولاية طاقة بين لهيب الصحراء وبرودة الجبال واعتدال السهول ودفئ الشواطىء والخيران جعل منها بيئة مثالية ومأوى لكثير من أنواع الطيور والحيوانات وتربة خصبة لنمو الأشجار والشجيرات والأعشاب والتي استخدمها الإنسان الطوقي لاستخداماته الشخصية والعلاجية والتجارية .

## المواقع الأثرية
- منطقة سمهرم التاريخية .
- مدينة طاقة القديمة .
- آثار قصبار .
- آثار دربات .
- حصن طاقة .
- برج طاقة .
- الحي القديم .
- وغيرها من الآثار .
_جامع الشيخ العفيف .
_ آثار مقبرة الشيخ عيسى .
_الحي المجاور بجامع الشيخ العفيف .

## الأخوار
- روري .
- طاقة.
- الشيخ .
- القرام .
- الخوير .
- صولي .
- وغيرها .

## الجبال
-ناشب
- عرام .
- مصنين .
- أسخنت
- أكلا
- حرب
- مربيش
- أنيوت

## الأودية
- أذهات .
- أنحور إيب .
- خشيم .
- سعلفن.
- نحور انخش .
- وغيرها .

## العيون
- أثوم.
- حمران.
- طبراق .
- أعليتتي .
- سقينتي.
- الصاعقة.
- انطاعري.
- بيرين.
-اقاء
- وغيرها الكثير .

- هل اع. صار .
- مصنين.
- جوت افقي .
- جين .
- #

- وغexangeيرها .

## النيابات التابعة لولاية طاقة

### مدينة الحق
تبعد عن مركز ولاية طاقة 18 كيلومترا
نيابة مدينة الحق امتزاج بين الطابع الريفي والعمران الحديث
تزخر محافظة ظفار بالعديد من المواقع السياحية الطبيعية لاسيما في فصل الخريف نظراً لهطول الأمطار واخضرار الأشجار وتدفق العيون المائية والتي تشكل منظرا بديعا، ومن هذه المواقع نيابة مدينة الحق بولاية طاقة والتي تقع على هضبة خضراء وتبعد عن مركز الولاية حوالي 18 كيلومترا باتجاه الشمال حيث تمتاز هذه النيابة بجوها المعتدل طيلة العام وجمال مناظرها الخلابة وكثرة العيون المائية التي تحيط بها من كل ناحية.
وتكثر في النيابة الكهوف الجبلية الرائعة التي كانت ملاجئ آمنة للسكان قديما من الأعاصير والرياح في السنوات الماطرة، ولا تزال بعض قراها تحتفظ بطابعها المعماري التقليدي كالأكواخ الدائرية الشكل والمعروفة محليا بـ(استريت) والتي عادة ما تبنى قواعدها وهياكلها من الأخشاب المحلية الصلبة والمعمرة في حين تغطى سقوفها بالحشائش اليابسة وتبلط أرضياتها بنوع من الجبس (نورة) الذي يحفظ درجة الدفء في موسم البرد ويوفر برودة مناسبة في أوقات الحر.
ويعهد إلى النساء عادة أمور التجميل والتأثيث لهذه المساكن بينما الرجال يقومون بإعداد البنية الرئيسية للبناء من الأخشاب والأحجار ..إلخ.
والنمط السائد في إنشاء هذه المساكن هو اعتماد بناء معروف يقوم مقام (المهندس) في إدارة عملية البناء وضبط الموازين والأثقال.. إلخ وتتم عملية البناء بصورة جماعية
وهي منطقه يتميز اهلها بالكرم واللطف وهذه المنطقه مزتهره بالاعشاب والمراعي وهناك انواع من الحيوانات التي تعيش هناك مثل* الابقار والجمال والاغنام وهناك الكثير من المراكز للتسوق والمطاعم وهناك يوجد مشفى مدينه الحق

### نيابة جبجات
تمتاز نيابة جبجات بيئتها المتنوعة فهي بيئة جبلية وبدوية لوجود تنوع بيئي من هذا النوع من البيئات
فنجد ها في موسم الخريف مخضرة شأنها شأن البيئة الجبلية وإذا ابتعدنا قليلا إلى الشمال نجد أننا في بيئة صحراوية بطابع بدزي جميل
وسكان هذه النيابة يتكلمون لهجتين مع العربية وهذه اللهجتين هما الشحرية (الجبالية) والمهرية
وتتوسط نيابة جبجات بين مدينة الحق وخبرارت إلى جهة الشمال الشرق وتبعد عن مدينة الحق جوالي 12 كيلوا أو يزيد
وبها مناظر جميلة وأودية مثل صعلفن وقمم جبلية مثل دهق آربيش وبها كهوف كثيرة كانت تستخدم للحيوانات وللبشر .
شيحيت اسم مشتق من (الشيح) كما جاء في معجم المنجد ويراد بها (شيحة) وهي نبات أنواعه كثيرة، وكله طيب الرائحة ترعاه المواشي.
تبعد عن مركز النيابة حوالي 8 كيلومترات وهي إحدى القرى التابعة للنيابة وتشتهر هذه المنطقة منذ القدم بزراعة المحاصيل المحلية مثل الذرة، الدجر، والخيار.. الخ.
من المحاصيل الموسمية التي تعتمد على مياه الأمطار وبقربها تقع مزرعة (أرديت) الشهيرة هذه المساحة الواسعة التي كان يزرعها كل سكان النيابة وتعطي دلالة قيمة كبيرة جدا تدل على اتساع قلوب السكان وسماحتهم وتعاونهم في سبيل الخير.
ويوجد بها العديد من القرى مثل
جيلوب وهي من اجمل المواقع التي تمتاز بمناخها الرائع وخاصة في الخريف وثروتها الحيوانية.
وتسكنها قبيلة العوائد الحكلي , يعملون سكانها على رعاية المواشي مثل : الابقار و الاغنام والجمال وغيرها من المواشي , ويعملون ايضا في الثروه الزراعيه وتمتاز بوسمها الخريفي بالزراعه مثل: الذره ةالخيار والفاصوليا وغيرها من المزروعات
هوة شيحيت
ومن معالمها (هوة شيحيت) التي ما زالت ترتبط بأذهان كبار السن من السكان بشهاب هوى فأحدث هذه الفجوة الضخمة التي يبلغ قطرها حوالي (150) مترا.

### عرام
قرية عرام بنيابة مدينة الحق تشتهر بمقومات سياحية رائعة وتبعد عن مركز النيابة حوالي 10 كيلومترات باتجاه الجنوب وعرام تقع على ربوة جبلية رائعة تحفها الأشجار الباسقة وينبت فيها نوع من نبات الفطر يعتبر من أرقى أنواع الفطر وأغناها قيمة غذائية.
كما تشتهر هذه القرية بشجرة الميطان والتي تعتبر من أكثر أشجار محافظة ظفار صلابة وتستخدم أغصان هذه الشجرة في عملية بناء المنازل للإنسان والحيوانات كما تتميز هذه الشجرة بعمرها الطويل ومقاومتها لعوامل التعرية والحشرات آكلة الخشب.
ولا يستطيع الزائر لعرام أن يتجاهل كهوفها الجبلية الرائعة والتي كان أهل المنطقة يعتمدون عليها سابقا في حمايتهم وحماية حيواناتهم أثناء الأعاصير الشديدة والأمطار الغزيرة فوفرت هذه الكهوف لأهلها الملجأ الامن من غدر الطبيعة وقسوتها فترقد عرام على مصدر من مصادر الحياة ألا وهو القاع حيث تطل القرية من الجانب الشرقي على مزار آخر وهو وادي دربات الذي يمول سكان هذه القرية سابقا بمصدر الحياة ألا وهو الماء وكذلك بالمنتجات الزراعية المتنوعة.

### خبرارت
خبرارت إحدى قرى نيابة مدينة الحق بولاية طاقة وتقع إلى الغرب وتبعد حوالي 15 كيلومترا من مركز النيابة، ويمكن الوصول إلى هذه القرية عبر عدة طرق، فالقادم من مدينة صلالة يمكنه استخدام طريق عين أرزات وعقبة ألسان وكذلك القادم من مدينة طاقة يصل خبرارت عبر الطريق المعبد (عقبة أقرعات) والذي يمر بنيابة مدينة الحق والمسافة من دوار المعمورة إلى قرية خبرارت لا تتجاوز 35 كيلومترا وبهذه القرية ميزات عدة في الماضي والحاضر فهي تجمع بين أجواء القرية وحداثة التنمية، فالبيوت الحديثة المصممة على أحدث طراز معماري بدأت تظهر هنا وهناك وان كان النشاط السكاني الرئيسي هو تربية قطعان الماشية، وتبرز الأهمية الطبيعية لهذه القرية في عدة جوانب أهمها جمال الأودية والشعاب الكثيرة التي تحيط بالقرية كذلك تتجلى روعة وجمال هذه الأودية والشعاب في أواخر فصل الخريف حيث تحبس الرياح الشمالية الخفيفة التي تهب على المنطقة كتل السحب والضباب وتحجزها داخل الأودية مشكلة مناظر رائعة أشبه بغابة الثلج.
وفي هذه القرية يقوم السكان بصناعة العديد من الحرف اليدوية التي يستخدمونها في أغراض شتى وتشتهر المنطقة منذ القدم بوجود أفضل أنواع العسل الجبلي الطبيعي ومرد ذلك إلى كثرة الأشجار المزهرة في فصل الربيع.